# 639 Латона
639 Латона (639 Latona) — астероїд головного поясу, відкритий 19 липня 1907 року у Гейдельберзі.